# Europese volleyballeague mannen 2020
De Europese Volleyballeague mannen 2020 zou de zeventiende editie zijn van de Europese Volleyballeague, die zou bestaan uit 18 Europese volleybalteams. Een voorronde zou worden gespeeld vanaf 23 mei 2020 tot en met 21 juni 2020 en de top twee van dit toernooi zou zich plaatsen zich voor de FIVB Volleyball Men's Challenger Cup 2020. Vanwege de Coronapandemie in begin 2020 werd het toernooi voorlopig afgelast.

## Deelnemende landen
- België
- Roemenië
- Slowakije
- Spanje

- Wit-Rusland
- Estland
- Nederland
- Oekraïne

- Tsjechië
- Noord-Macedonië
- Portugal
- Turkije

- Azerbeidzjan
- Kroatië
- Finland

- Griekenland
- Letland
- Luxemburg

## Groepsfase Gouden Groep
- De drie groepswinnaars en het gastland België plaatsen zich voor de final 4.

Puntenverdeling
- bij winst met 3-0 of 3-1 :3 punten voor de winnaar ; 0 punten voor de verliezer
- bij winst met 3-2 : 2 punten voor de winnaar ; 1 punt voor de verliezer

|  | Gekwalificeerd voor de final Four |
|  | Gastland Final four               |
|  | Gedegradeerd naar Zilveren groep. |

### Groep A
|      |           |     | Wedstrijden | Wedstrijden | Sets | Sets | Sets |
| Rank | Team      | Pts | W           | L           | W    | L    |      |
| ---- | --------- | --- | ----------- | ----------- | ---- | ---- | ---- |
| 1    | België    | 0   | 0           | 0           | 0    | 0    |      |
| 2    | Roemenië  | 0   | 0           | 0           | 0    | 0    |      |
| 3    | Slowakije | 0   | 0           | 0           | 0    | 0    |      |
| 4    | Spanje    | 0   | 0           | 0           | 0    | 0    |      |

### Groep B
|      |             |     | Wedstrijden | Wedstrijden | Sets | Sets | Sets |
| Rank | Team        | Pts | W           | L           | W    | L    |      |
| ---- | ----------- | --- | ----------- | ----------- | ---- | ---- | ---- |
| 1    | Wit-Rusland | 0   | 0           | 0           | 0    | 0    |      |
| 2    | Estland     | 0   | 0           | 0           | 0    | 0    |      |
| 3    | Nederland   | 0   | 0           | 0           | 0    | 0    |      |
| 4    | Oekraïne    | 0   | 0           | 0           | 0    | 0    |      |

| Datum | Thuis       | Uitslag | Uit         |
| ----- | ----------- | ------- | ----------- |
| nnb   | Oekraïne    | -       | Wit-Rusland |
| nnb   | Nederland   | -       | Estland     |
| nnb   | Wit-Rusland | -       | Oekraïne    |
| nnb   | Nederland   | -       | Oekraïne    |
| nnb   | Oekraïne    | -       | Estland     |
| nnb   | Wit-Rusland | -       | Nederland   |
| nnb   | Wit-Rusland | -       | Oekraïne    |
| nnb   | Estland     | -       | Nederland   |
| nnb   | Estland     | -       | Wit-Rusland |
| nnb   | Oekraïne    | -       | Nederland   |
| nnb   | Estland     | -       | Oekraïne    |
| nnb   | Nederland   | -       | Wit-Rusland |

### Groep C
|      |                 |     | Wedstrijden | Wedstrijden | Sets | Sets | Sets |
| Rank | Team            | Pts | W           | L           | W    | L    |      |
| ---- | --------------- | --- | ----------- | ----------- | ---- | ---- | ---- |
| 1    | Tsjechië        | 0   | 0           | 0           | 0    | 0    |      |
| 2    | Noord-Macedonië | 0   | 0           | 0           | 0    | 0    |      |
| 3    | Portugal        | 0   | 0           | 0           | 0    | 0    |      |
| 4    | Turkije         | 0   | 0           | 0           | 0    | 0    |      |

## Final Four

### Halve finale
| Team 1 | Res. | Team 2 |
| ------ | ---- | ------ |
| nnb    | -    | nnb    |
| nnb    | -    | nnb}   |

### Finale
| Team 1 | Res. | Team 2 |
| ------ | ---- | ------ |
| nnb    | -    | nnb    |

## Groepsfase Zilveren groep
- De twee groepswinnaars plaatsen zich voor de finale.

Puntenverdeling
- bij winst met 3-0 of 3-1 :3 punten voor de winnaar ; 0 punten voor de verliezer
- bij winst met 3-2 : 2 punten voor de winnaar ; 1 punt voor de verliezer

|  | Gekwalificeerd voor de finale |

### Groep A
|      |              |     | Wedstrijden | Wedstrijden | Sets | Sets | Sets |
| Rank | Team         | Pts | W           | L           | W    | L    |      |
| ---- | ------------ | --- | ----------- | ----------- | ---- | ---- | ---- |
| 1    | Azerbeidzjan | 0   | 0           | 0           | 0    | 0    |      |
| 2    | Kroatië      | 0   | 0           | 0           | 0    | 0    |      |
| 3    | Finland      | 0   | 0           | 0           | 0    | 0    |      |

| Datum | Thuis        | Uitslag | Uit          |
| ----- | ------------ | ------- | ------------ |
| nnb   | Finland      | -       | Azerbeidzjan |
| nnb   | Kroatië      | -       | Finland      |
| nnb   | Azerbeidzjan | -       | Finland      |
| nnb   | Azerbeidzjan | -       | Kroatië      |
| nnb   | Kroatië      | -       | Azerbeidzjan |
| nnb   | Finland      | -       | Kroatië      |

### Groep B
|      |             |     | Wedstrijden | Wedstrijden | Sets | Sets | Sets |
| Rank | Team        | Pts | W           | L           | W    | L    |      |
| ---- | ----------- | --- | ----------- | ----------- | ---- | ---- | ---- |
| 1    | Griekenland | 0   | 0           | 0           | 0    | 0    |      |
| 2    | Letland     | 0   | 0           | 0           | 0    | 0    |      |
| 3    | Luxemburg   | 0   | 0           | 0           | 0    | 0    |      |

| Datum | Thuis       | Uitslag | Uit         |
| ----- | ----------- | ------- | ----------- |
| nnb   | Letland     | -       | Luxemburg   |
| nnb   | Griekenland | -       | Luxemburg   |
| nnb   | Luxemburg   | -       | Griekenland |
| nnb   | Luxemburg   | -       | Letland     |
| nnb   | Letland     | -       | Griekenland |
| nnb   | Griekenland | -       | Letland     |

### Finale
| Team 1          | Tot. | Team 2          | 1e wedstr. | 2e wedstr. |
| --------------- | ---- | --------------- | ---------- | ---------- |
| Winnaar Groep A | -    | Winnaar Groep B | 26 jun     | 27 jun     |